# Exocentrus fuscomarmoratus
Exocentrus fuscomarmoratus là một loài bọ cánh cứng trong họ Cerambycidae.